# A Little Bitty Tear
"A Little Bitty Tear" is een nummer geschreven door de Amerikaanse countrysongwriter Hank Cochran. Het werd door de Amerikaanse artiest Burl Ives opgenomen. Sindsdien is het ook door anderen opgenomen, waaronder Wanda Jackson, Bing Crosby (voor zijn album Bing Crosby Sings the Great Country Hits uit 1965), Chet Atkins, The Shadows en Cochran zelf.

## Hitlijsten
| Grafiek (1961–62)                     | Piekpositie |
| ------------------------------------- | ----------- |
| Canada (CHUM Grafiek)                 | 6           |
| Nieuw-Zeeland (Lever Hitparade)       | 8           |
| Noorse singlehitlijst                 | 5           |
| Britse singlehitlijst                 | 9           |
| Amerikaanse Billboard Hot 100         | 9           |
| Amerikaanse Billboard Easy Listening  | 1           |
| Amerikaanse Billboard Country Singles | 2           |